# 바그다드의 도둑 (1940년 영화)
바그다드의 도둑(The Thief Of Bagdad)은 미국에서 제작된 마이클 포웰 감독의 1940년 모험, 가족, 판타지 영화이다. 콘라드 베이트 등이 주연으로 출연하였고 알렉산더 코르다 등이 제작에 참여하였다. 영국과 미국에서 유나이티드 아티스트에 의해 개봉되었다.
이 영화는 제2차 세계 대전의 발발로 인해 캘리포니아주에서 완성되었다. 1924년 영화 바그다드의 도둑의 리메이크 작품이다.

## 출연

### 주연
- 콘라드 베이트
- 사부

### 조연
- 준 두프레즈
- 존 저스틴
- 렉스 잉그램
- 마일즈 맬리슨
- 모턴 셀튼
- 메리 모리스
- 브루스 윈스턴
- 헤이 페트리
- 애드레이드 홀
- 앨런 지예스
- 로이 에머턴
- 프레더릭 버트웰
- 헨리 핼렛
- 글리니스 존스
- 노먼 피어스
- 존 샐류
- 오토 웰렌

## 제작진
- 제작팀장: 졸탄 코다
- 제작팀장: 윌리엄 카메론 멘지스
- 미술: 빈센트 코르다
- 의상: 존 암스트롱
- 의상: 올리버 메셀
- 의상: 마르셀 버티스